# André Rogerie
Pour les articles homonymes, voir Rogerie.
André Rogerie (né le 25 décembre 1921 à Villefagnan, mort le 9 mai 2014, à Martigné-Briand en Maine-et-Loire) est un résistant français survivant de sept camps de concentration : son parcours est « symptomatique de la complexité des voies de circulation entre les différents camps ». Son témoignage sur Birkenau est, quant à lui, exemplaire des écrits publiés à compte d'auteur dès l'immédiate après-guerre mais ignorés jusqu'aux années 1980 ; il est également remarquable pour avoir produit le plus ancien croquis d'un des crématoires du camp, tout aussi longtemps ignoré des historiens.

## La jeunesse et l'entrée dans la résistance
Il est né à Villefagnan, en Charente, le 25 décembre 1921, cinquième enfant d'une famille de militaires catholiques. Son père est un officier mort en 1923 des suites de blessures de la Première Guerre mondiale. Il est élevé dans l'amour de la patrie et de Dieu. Son frère aîné, lui-même officier, est tué en 1940. En mai 1940, l'invasion allemande et la débâcle le plongent dans un grand désarroi. Lorsqu'il apprend que le maréchal Pétain demande l'armistice, il est effondré. Quelques jours plus tard, un camarade l'informe qu'un jeune général continue la guerre en Angleterre. Il décide de se « ranger » à ses côtés.
En 1941, il intègre le lycée Saint-Louis pour préparer Saint-Cyr,. Il entre dans le mouvement Ceux de la Libération qui fabrique essentiellement des faux papiers et dont fait partie sa cousine, mais, comme il est interne, ses possibilités d'action sont limitées. Son but est surtout de passer en Angleterre pour se battre. Le jeune homme n'a pas conscience des discriminations antijuives jusqu'à ce que les Juifs soient obligés de porter l'étoile jaune en juin 1942. À Angoulême, avec un camarade, il se promène quelques jours en arborant une étoile bleue par solidarité. Il jette dans les rues des tracts anti-allemands qu'il a imprimés de manière artisanale. Après le débarquement allié en Afrique du Nord, il cherche à rejoindre la France libre par l'Espagne et le sud de la mer Méditerranée.
Il fait partie des classes 1921 et 22 mobilisées pour le STO. Par un camarade, il a connaissance d'une filière qui lui procure de faux papiers mal imités. Il est arrêté par la Gestapo à 21 ans à Dax le 3 juillet 1943 avec deux autres camarades. Emprisonné dans les locaux de la Gestapo à Biarritz, à Bayonne, à Bordeaux, puis Compiègne.

## La déportation
Le 1er novembre 1943, il est déporté à Buchenwald. Il est tondu, désinfecté et se retrouve avec des haillons dans le baraquement. Il commence par porter des cailloux. Il est ensuite envoyé à Dora où les conditions sont effroyables. Les déportés doivent travailler sans relâche dans le froid, affamés, malades, sans eau, sans sommeil. En trois mois il est devenu une « épave » et ne peut plus travailler.
Devenu « inutile », André Rogerie est envoyé dans un transport de malades vers un camp de Lublin. Annette Wieviorka dans son livre Déportation et génocide. Entre la mémoire et l’oubli publié en 1992, se demande s'il s'agit de Majdanek. En effet son témoignage publié en 1945 ne le précise pas. Il ne parle que brièvement de ce camp,. Il reste deux mois à attendre la mort. Quand les Soviétiques approchent de Lublin, le camp est évacué. Le 18 avril 1944, André Rogerie arrive à Auschwitz-Birkenau. Le nom d'Auschwitz ne lui dit rien. Il est tatoué et transféré au camp de quarantaine de Birkenau. Tout de suite un médecin français lui dit qu'on gaze les gens. Il ne le croit pas. Le soir il apprend que trois cents jeunes filles juives ont été gazées. C'est là qu'il prend conscience de l'extermination des Juifs. Il se promet de témoigner si jamais il rentre. Il reste cinq semaines en quarantaine, notamment dans le block des malades de la peau. De temps en temps, il est envoyé au bout du camp pour arranger le terrain où il voit les trains arriver. Il assiste à la descente des trains, entre autres des Juifs hongrois, à la sélection faite par le médecin capitaine SS. Il voit les colonnes entrer dans les crématoires, de la fumée noire sortir des cheminées de Birkenau,.
Dans la nuit du 1er au 2 août 1944, il est aussi le témoin auditif de l'extermination des tziganes. Il ne voit rien car il est dans son block mais entend tous les cris, les clameurs des tziganes emmenés dans les camions pour être gazés.
Un jour où il doit se rendre au bureau central de l'Arbeistssatistik, il passe par hasard entre les fours crématoires. Il voit un convoi de femmes et d'enfants qui attendent nus "l'heure de mourir".
À l'automne, au début du mois d'octobre, il parvient à se faire embaucher dans un Kommando de cuisine. Il lave les tonneaux. Il mange mieux. Il est battu une fois pour avoir mal fait son travail.
Le 18 janvier 1945, il apprend que le camp doit être évacué. Les cuisiniers pillent tout ce qu'ils peuvent. Pour la première fois, il quitte Birkenau pour se retrouver un court instant dans le camp principal. Il marche presque sans arrêt deux jours jusqu'à un train. Ceux qui s'effondrent sont impitoyablement exécutés. Pris de crampes et d'une otite, André Rogerie a peur d'être tué. Il se retrouve dans un wagon à ciel ouvert. Il est évacué à Gross-Rosen. Une épidémie de typhus se déclare. Trois semaines plus tard, il repart toujours dans un wagon à ciel ouvert. Il reste quatre jours et quatre nuits sans manger. Il se retrouve pour deux ou trois jours à Dora puis dans un autre camp plus petit dans le massif du Hartz avant une nouvelle évacuation à pied. Il parvient à s'évader.

## Après la libération
Le 13 avril 1945, les Américains libèrent le secteur. André Rogerie reste un mois dans une école allemande. Il reprend 18 kg. Il commence à écrire son témoignage sur un cahier d'écolier. Au bout d'un mois, il est évacué pour la France en camion. Il parvient en France le 17 mai. Le 19 mai 1945, il arrive à Angoulême. Il continue à écrire. Sa sœur tape son texte à la machine. Son manuscrit est terminé le 21 octobre. Il est publié en 1945 à 1 000 exemplaires à compte d'auteur grâce à l'argent reçu comme arriéré de solde sous le titre de Vivre c'est vaincre. Il illustre son ouvrage d'un plan de Birkenau fait de mémoire et du croquis d'un crématoire. Ce document iconographique, le plus ancien selon Georges Wellers, est d'une grande fidélité. Avoir écrit tout de suite est pour lui un soulagement car ce qu'il a vécu est tellement incroyable, qu'il se demande aujourd'hui parfois si cela est possible. Il pense que ce qu'il a vécu est du domaine de l'intransmissible. « Les anciens déportés essayent de transmettre quelque chose, une vérité historique inimaginable, mais comment communiquer le froid, la faim, les coups, la souffrance, les cris, les hurlements, les aboiements, la peur, la fatigue, la crasse, les odeurs, la promiscuité, la durée, la misère, la maladie, la torture, l’horreur, les pendaisons, les chambres à gaz, les morts ? »
André Rogerie intègre l'école d'officiers de Saint-Cyr en 1946. Il choisit le génie et est affecté en Allemagne avant de partir en Indochine. Il termine sa carrière avec le grade de général et celui de commandeur de la Légion d'honneur. Il décède en mai 2014 à Martigné-Briand.

## Combat contre le négationnisme
Après la parution en 1945 de son livre Vivre c'est vaincre, il évoque peu sa déportation et le génocide juif. Il ignore l'existence du CDJC qui de son côté ne possède pas son ouvrage. Le négationnisme le pousse à reprendre la parole. En 1986, il publie un article dans Le Déporté, l'organe de l'Unadif puis dans Le Monde juif (Numéro de janvier mars 1987).
Il témoigne du sort réservé aux Juifs et aux tsiganes, à Auschwitz. Il sera témoin de la "zigeunernacht", la nuit du 2 au 3 août 1944, date de la liquidation du camp des familles tsiganes. Il sait que, en tant que catholique, on ne peut pas l'accuser d'en rajouter. À ce titre, il a été souvent attaqué par les négationnistes qui sont pour lui avant tout des antisémites. Il fait clairement la différence entre la déportation de persécution (les Juifs, les Tsiganes) et celle de répression (les résistants),. Il témoigne dans les établissements scolaires, sur des CD ou des DVD, de la vie dans les camps. Il reçoit en 1994 le prix « Mémoire de la Shoah » de la Fondation Buchmann. Le 16 janvier 2005, à l’Hôtel de ville de Paris, à l’occasion de la commémoration de la libération du camp d’extermination d’Auschwitz, il témoigne de son expérience avec Simone Veil,.

## Distinctions
- Commandeur de la Légion d'honneur

## Œuvre
- Vivre c'est vaincre,
  - Première édition, à compte d'auteur, Paris, 1946.
  - Réédité, Hérault, 1988, 106 p.  (ISBN 2-903851-50-6) (BNF 34957553).
  - Réédité, à compte d'auteur, Paris, 1994.
- Préface, Suzanne Birnbaum, Une Française juive est revenue : Auschwitz, Belsen, Raguhn, Hérault, 1989, 146 p.
- La République panurgienne, 1991 (BNF 35468154).
- 1943-1945 Déporté : témoin des crimes nazis contre l'humanité, Mouans Sartoux : PEMF, 1994 : livre écrit à partir de son récit Vivre c'est vaincre de 1945 et d'entretiens réalisés en 1991 avec des élèves de collège et de lycée de la ville d'Angers[29].
- Auschwitz-Birkenau. Leçons de ténèbres, Plon, 1995.
- Calembredaines et billevesées, 1995  (ISBN 2-9509134-0-7) (BNF 35827440).